# Чёрный, Григорий Иванович
Григорий Иванович Чёрный (1 января 1921 Малая Кардашинка — 24 октября 1979 там же) — старшина Советской армии в отставке, участник Великой Отечественной войны и полный кавалер ордена Славы.

## Биография
Григорий Чёрный родился 1 января 1921 года в селе Малая Кардашинка в семье крестьян. По национальности был украинцем. После окончания начальной школы был рабочим в конторе «Заготзерно», которая находилась в городе Голая Пристань, по другим данным работал в колхозе.
В декабре (по другим данным в ноябре) был призван в Красную армию, с того же времени участвовал в Великой Отечественной войне. Сражался в составе войск 4-го Украинского, 1-го Прибалтийского и 3-го Белорусского фронтов. Участвовал в Крымской, Шяуляйской, Мемельской и Восточно-Прусской наступательных операциях.
В первой половине августа во время боя близ населенного пункта Датново (ныне местечко Дотнува, Кедайнский район, Каунасский уезд, Литва) Чёрный незаметно подобрался к позиции вражеского станкового пулемёта, который затруднял наступление роты, и гранатами поразил расчёт. Во время преследования отступающего противника уничтожил 8 солдат. 27 августа 1944 года гвардии сержант Григорий Иванович Чёрный был награждён орденом Славы 3-й степени.
Во время Восточно-Прусской наступательной операции Григорий Чёрный занимал должность командира отделения. 28 января 1945 года во время боя за населённый пункт Гольдшмидт им был уничтожен засевший в доме немецкий пулемётчик и был захвачен пулемёт. 30 января близ станции Зеераппен (ныне территория Калининградской области) вместе с отделением взял в плен и доставил в полк около взвод вражеской пехоты. 29 февраля 1945 года Григорий Иванович Чёрный был награждён орденом Славы 2-й степени.
8 апреля 1945 года во время взятия Кёнигсберга (ныне Калининград, Россия) Григорий Чёрный во время уличных боев убил 11 солдат немецкой армии и 4 взял в плен. Указом Президиума Верховного Совета СССР от 19 апреля 1945 года Григорий Чёрный был награждён орденом Славы 1-й степени, став полным кавалером ордена Славы.
Григорий Иванович демобилизовался в мае 1945 года. После демобилизации проживал в родном селе, где работал в колхозе, по другим данным жил и трудился в городе Голая Пристань. Получил звание старшины Советской армии в отставке. Скончался 24 октября 1979 года.

## Награды
Григорий Иванович Чёрный был отмечен следующими наградами:
- Орден Славы 1-й степени (19 апреля 1945 — № 1751)[4];
- Орден Славы 2-й степени (25 февраля 1945 — № 6765)[5];
- Орден Славы 3-й степени (27 августа 1944 — № 147053)[6];
- также ряд прочих медалей.